# Provisorische Regierung Päts II

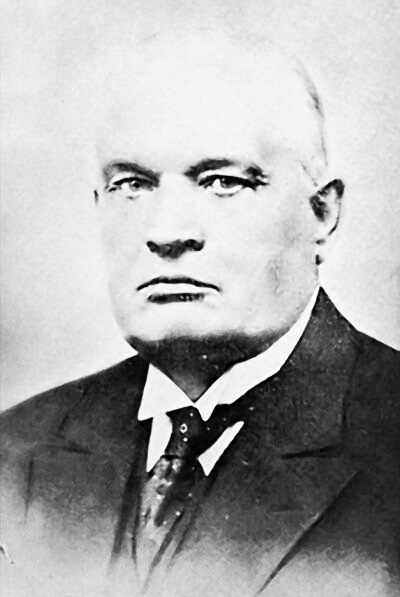
Konstantin Päts, hier in einer Aufnahme von 1934

Die zweite provisorische Regierung der Republik Estland unter Ministerpräsident Konstantin Päts (Provisorische Regierung Päts II) amtierte vom 12. bis 27. November 1918. Sie blieb 16 Tage im Amt. Sie war die erste Regierung der Republik Estland, die auch die faktische Regierungsgewalt ausüben konnte.

## Parteien
Die Koalitionsregierung wurde vom Ältestenrat des estnischen Landtags (Maanõukogu) eingesetzt. Die in ihr vertretenen vier Parteien bildeten ein weites politisches Spektrum ab:
- Eesti Maarahva Liit (Estnische Landvolkunion, EMRL)
- Eesti Demokraatlik Eduerakond (Estnische Demokratische Fortschrittspartei, EDE)
- Eesti Tööerakond (Estnische Arbeitspartei, ETE)
- Eesti Sotsiaaldemokraatlik Tööliste Partei (Estnische Sozialdemokratische Arbeiterpartei, ESDTP)

## Kabinett
| Ressort                                        | Name                  | Amtszeit                | Partei    |
| ---------------------------------------------- | --------------------- | ----------------------- | --------- |
| Ministerpräsident                              | Konstantin Päts       | 12.11.1918 – 27.11.1918 | EMRL      |
| Stellvertretender Ministerpräsident            | Jaan Poska            | 12.11.1918 – 27.11.1918 | EDE       |
| Gerichtsminister                               | Jaan Poska            | 12.11.1918 – 27.11.1918 | EDE       |
| Innenminister                                  | Konstantin Päts       | 12.11.1918 – 27.11.1918 | EMRL      |
| Stellvertretender Innenminister                | Juhan Kukk            | 12.11.1918 – 27.11.1918 | ETE       |
| Finanzminister                                 | Juhan Kukk            | 12.11.1918 – 27.11.1918 | ETE       |
| Kriegsminister                                 | Andres Larka          | 12.11.1918 – 27.11.1918 | parteilos |
| Geschäftsführender Handelsminister             | Nikolai Köstner       | 12.11.1918 – 16.11.1918 | ESDTP     |
| Landwirtschafts- und Ernährungsminister        | Jaan Raamot           | 12.11.1918 – 16.11.1918 | EMRL      |
| Außenminister                                  | Otto Strandman        | 12.11.1918 – 27.11.1918 | ETE       |
| Bildungsminister                               | Peeter Siegfried Põld | 12.11.1918 – 27.11.1918 | EDE       |
| Geschäftsführender Arbeits- und Sozialminister | Aleksander Tulp       | 16.11.1918 – 27.11.1918 | ESDTP     |
| Verkehrsminister                               | Ferdinand Peterson    | 12.11.1918 – 27.11.1918 | ETE       |
| Minister ohne Geschäftsbereich                 | Jaan Tõnisson         | 16.11.1918 – 27.11.1918 | EDE       |

## Geschichte
Im Machtvakuum des Ersten Weltkriegs hatte die Republik Estland am 24. Februar 1918 in Tallinn ihre Loslösung von Russland und die staatliche Selbständigkeit ausgerufen. Konstantin Päts bildete am selben Tag eine provisorische Regierung (Provisorische Regierung Päts I). Am 25. Februar marschierten deutsche Truppen in Tallinn ein und besetzten bis Anfang März ganz Estland.
Das deutsche Kaiserreich hatte kein Interesse an einem eigenständigen estnischen Staat. Die deutsche Kriegszielpolitik sah die Schaffung eines von Berlin abhängigen Baltischen Herzogtums unter Führung des deutschbaltischen Adels vor.
Konstantin Päts wurde von den Deutschen verhaftet und in Ostpreußen interniert. Gerichtsminister Jüri Vilms wurde im April 1918 unter bislang nicht vollständig geklärten Umständen in Helsinki exekutiert. Andere Mitglieder der Regierung wie Kriegsminister Andres Larka konnten untertauchen.
Im November kam es mit der deutschen Niederlage im Ersten Weltkrieg auch zum Zusammenbruch der kaiserlichen Herrschaft in Estland. Am 9. und 10. November schlossen sich die deutschen Soldaten in Tallinn dem Matrosenaufstand im Deutschen Reich an. Am 11. November 1918 unterzeichnete Deutschland den Waffenstillstand von Compiègne.
Am selben Tag konnte die (erste) provisorische Regierung der Republik Estland wieder zusammentreten. Einen Tag später wurde unter Führung von Konstantin Päts in einer gemeinsamen Sitzung der provisorischen Regierung und des Ältestenrates des Landtags (Maanõukogu Vanematenõukogu) ein neues Kabinett gebildet, die zweite provisorische Regierung. Am 19. November 1918 unterschrieb der Generalbevollmächtigte für die besetzten baltischen Länder, August Winnig in Riga, einen Vertrag mit der provisorischen Regierung, der ihr die Regierungsgewalt in Estland übertrug.
Mit der Niederlage Deutschlands rechnete sich das bolschewistische Sowjetrussland Chancen auf eine Rückeroberung Estlands aus. Am 22. November begann die Rote Armee mit ihrem Angriff auf die ostestnische Stadt Narva, der allerdings noch von deutschen Truppen abgewehrt wurde.
Angesichts der drohenden Kriegsgefahr bildete Päts sein Kabinett um und übernahm selbst das Amt des Kriegsministers. Die dritte provisorische Regierung Estlands trat am 27. November 1918 ihr Amt an. Einen Tag später begann der sog. Freiheitskrieg gegen Sowjetrussland, der bis Februar 1920 dauern sollte.